# Lignes de Neumann

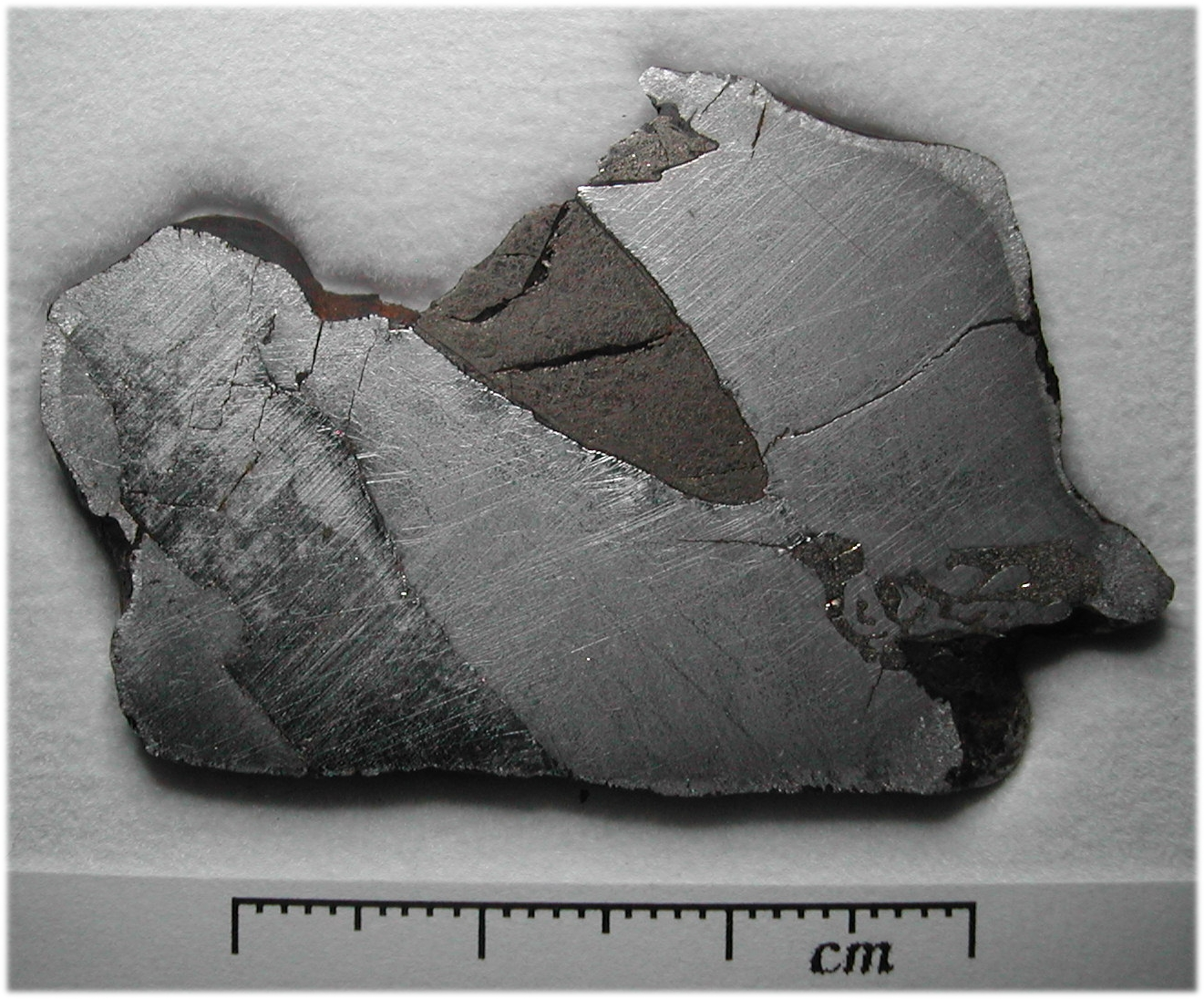
Lignes de Neumann dans une météorite ferreuse

Les lignes de Neumann, ou les bandes de Neumann, sont de fins réseaux de lignes parallèles visibles sur des coupes de nombreuses météorites de fer hexaédrites dans la phase kamacite, bien qu'elles puissent aussi apparaître dans les octaédrites si la phase kamacite fait au moins 30 micromètres de large. Elles sont visibles sur des coupes polies de météorite après traitement à l'acide. Ces lignes sont le signe d'une déformation des cristaux de kamacite induite par un choc, et sont probablement dues à des impacts sur le corps parent de la météorite.
Les lignes sont nommées d'après Johann G. Neumann, qui les découvrit en 1848 dans la météorite ferreuse Braunau, une hexaédrite, qui tomba en 1847,.